# Dolmen d’Ors
Der Dolmen d’Ors (auch La Piare, Pierre Pouille oder La Grosse Pierre genannt) ist ein am Meer südöstlich von Le Château-d’Oléron auf der Île d’Oléron, nahe der Brücke, im Département Charente-Maritime in Frankreich gelegener Dolmen. Dolmen ist in Frankreich der Oberbegriff für Megalithanlagen aller Art (siehe: Französische Nomenklatur).
Die Megalithanlage wurde im Jahre 1867 erstmals von Henry Luguet und im Jahr 1884 von E. Pineau erneut erwähnt. 
Die Ausgrabung von 1988 bis 1990 enthüllte Spuren einer neolithischen Siedlung auf dem Gelände und einen Cairn von etwa 30,0 m Länge und 20,0 m Breite bei einer maximalen Höhe von 1,5 m. Die Reste des Dolmens lagen in der Südostecke.
Der Cairn enthielt einen schmalen Gang aus Trockenmauerwerk, bis zu einer Höhe von 0,7 m erhalten, der zu der von Monolithen gebildeten Kammer führte. Die Reste des Dolmens bestehen aus dem etwa einen Meter dicken, dreieckigen, in zwei Teile zerbrochenen Deckstein mit einer Seitenlänge von etwa 4,0 m und den Tragsteinen. Der Deckstein bedeckt eine polygonale Kammer aus fünf Orthostaten, in der die Reste von vier Skeletten, darunter zwei Kinder, gefunden wurden. In der Nähe finden sich noch, von Land, Meer und Mauer bedeckt, ein paar große Steine. Eine zweite Kammer lag an der nordwestlichen Ecke des Steinhügels.
Die Untersuchung erlaubt, den Bau des Dolmens ins mittlere Neolithikum zu datieren. Er ist seit 1940 als Monument historique eingestuft.